# SC Freiburg (damfotboll)
SC Freiburg Frauenfussball är en tysk fotbollsklubb som spelar i den tyska högstadivisionen. Klubben grundades år 1975. Den hittills bästa placeringen i den tyska ligan är en femteplats från säsongen 2012/2013. Den senaste säsongen, 2014/2015, slutade SC Freiburg på en sjunde plats i Frauen-Bundesliga.

## Placering tidigare säsonger
| Säsong    | Nivå | Liga                 | Placering | Referens | Notering                            |
| --------- | ---- | -------------------- | --------- | -------- | ----------------------------------- |
| 2001–2002 | 1    | Frauen-Bundesliga    | 6         |          |                                     |
| 2002–2003 | 1    | Frauen-Bundesliga    | 8         |          |                                     |
| 2003–2004 | 1    | Frauen-Bundesliga    | 10        |          |                                     |
| 2004–2005 | 1    | Frauen-Bundesliga    | 8         |          |                                     |
| 2005–2006 | 1    | Frauen-Bundesliga    | 7         |          |                                     |
| 2006–2007 | 1    | Frauen-Bundesliga    | 10        |          |                                     |
| 2007–2008 | 1    | Frauen-Bundesliga    | 8         |          |                                     |
| 2008–2009 | 1    | Frauen-Bundesliga    | 7         |          |                                     |
| 2009–2010 | 1    | Frauen-Bundesliga    | 11        |          | Nedflyttad till 2.Frauen-Bundesliga |
| 2010–2011 | 1    | 2. Frauen-Bundesliga | 1         | [ 1 ]    | Uppflyttad till Frauen-Bundesliga   |
| 2011–2012 | 1    | Frauen-Bundesliga    | 8         | [ 2 ]    |                                     |
| 2012–2013 | 1    | Frauen-Bundesliga    | 5         | [ 3 ]    |                                     |
| 2013–2014 | 1    | Frauen-Bundesliga    | 8         | [ 4 ]    |                                     |
| 2014–2015 | 1    | Frauen-Bundesliga    | 7         | [ 5 ]    |                                     |
| 2015–2016 | 1    | Frauen-Bundesliga    | 4         | [ 6 ]    |                                     |
| 2016–2017 | 1    | Frauen-Bundesliga    | 4         | [ 7 ]    |                                     |
| 2017–2018 | 1    | Frauen-Bundesliga    | 3         | [ 8 ]    |                                     |
| 2018–2019 | 1    | Frauen-Bundesliga    | 7         | [ 9 ]    |                                     |
| 2019–2020 | 1    | Frauen-Bundesliga    | 7         | [ 10 ]   |                                     |

## Trupp 2020
Uppdaterad: 5 februari 2020
| Nr | Land     | Pos | Namn               |
| -- | -------- | --- | ------------------ |
| 1  | Tyskland | MV  | Merle Frohms       |
| 2  | Tyskland | F   | Lisa Karl          |
| 4  | Tyskland | F   | Meret Wittje       |
| 5  | Tyskland | F   | Kim Fellhauer      |
| 6  | Japan    | MF  | Hikaru Naomoto     |
| 7  | Schweiz  | F   | Naomi Megroz       |
| 8  | Tyskland | MF  | Rebecca Knaak      |
| 9  | Tyskland | MF  | Janina Minge       |
| 10 | Israel   | MF  | Sharon Beck        |
| 11 | Tyskland | A   | Hasret Kayikçi     |
| 12 | Tyskland | MV  | Rafaela Borggräfe  |
| 13 | Tyskland | A   | Sandra Starke      |
| 15 | Tyskland | F   | Victoria Ezebinyuo |

| Nr | Land      | Pos | Namn                 |
| -- | --------- | --- | -------------------- |
| 17 | Tyskland  | MF  | Verena Wieder        |
| 18 | Tyskland  | A   | Stefanie Sanders     |
| 19 | Tyskland  | F   | Jobina Lahr          |
| 20 | Tyskland  | MF  | Greta Stegemann      |
| 21 | Tyskland  | A   | Klara Bühl           |
| 22 | Tyskland  | A   | Lena Lotzen          |
| 23 | Tyskland  | MF  | Marie Müller         |
| 24 | Tyskland  | MF  | Anja Hegenauer       |
| 25 | Österrike | F   | Virginia Kirchberger |
| 27 | Tyskland  | MF  | Clara Schöne         |
| 29 | Slovakien | F   | Jana Vojtekova       |
| 32 | Tyskland  | MV  | Lena Nuding          |
| 33 | Tyskland  | F   | Carolin Schiewe      |